# Hoa hậu Thế giới Việt Nam
Hoa hậu Thế giới Việt Nam (tiếng Anh: Miss World Vietnam), trước đây còn được biết đến là Hoa khôi Áo dài Việt Nam một cuộc thi sắc đẹp cấp quốc gia tại Việt Nam. Cùng với Hoa hậu Việt Nam và Hoa hậu Hoàn vũ Việt Nam, Hoa hậu Thế giới Việt Nam được xem là một trong ba cuộc thi sắc đẹp uy tín và danh giá nhất.
Cuộc thi này hiện đang thuộc sở hữu của Công ty Cổ phần Quảng cáo Thương mại Sen Vàng. Được tổ chức hai năm một lần, người chiến thắng sẽ dự thi Hoa hậu Thế giới, còn Á hậu từ cuộc thi này hoặc từ Hoa hậu Việt Nam sẽ được lựa chọn để tham gia Hoa hậu Quốc tế.
Đương kim Hoa hậu Thế giới Việt Nam là Huỳnh Trần Ý Nhi đến từ  Bình Định , đăng quang vào ngày 22 tháng 7 năm 2023 tại Bình Định.

## Tranh cãi về phẫu thuật thẩm mỹ
Từ năm 2022, thể lệ cuộc thi sẽ không cấm những thí sinh đã can thiệp thẩm mỹ tham gia thi như trước kia. Thông tin này đã gây ra làn sóng tranh cãi, chỉ trích lớn trong khán giả.
Các cuộc thi sắc đẹp ở Việt Nam từ trước tới nay (bao gồm cả Hoa hậu Thế giới Việt Nam) luôn tuân thủ nguyên tắc: thí sinh phải có vẻ đẹp tự nhiên, người đã can thiệp thẩm mỹ thì không được tham gia, cùng lắm thí sinh chỉ được xăm chân mày, nhuộm tóc chứ không được chỉnh sửa vóc dáng và khuôn mặt. Quy định này vừa để phù hợp với quan điểm chung của xã hội (khán giả Việt Nam luôn đề cao vẻ đẹp tự nhiên chứ không thích ngoại hình nhân tạo), vừa để đảm bảo tính công bằng của cuộc thi. Nếu cho phép người đã can thiệp thẩm mỹ tham gia thì sẽ khiến cuộc thi bị mất đi sự nghiêm túc và tính công bằng, bởi nhiều thí sinh chỉ cần bỏ ra nhiều tiền để phẫu thuật thẩm mỹ là sẽ có được bất cứ vóc dáng - ngoại hình nào theo ý muốn, như vậy sẽ là không công bằng với các thí sinh có vẻ đẹp tự nhiên. Điều này khiến khán giả cảm thấy bị lừa dối, danh hiệu "Hoa hậu Thế giới Việt Nam" sẽ bị mất giá trị, biến tướng trở thành cuộc thi "ngoại hình nhân tạo, sắc đẹp giả dối" chứ không còn là thi vẻ đẹp tự nhiên đích thực nữa
Để không làm mất đi sự công bằng, ngay cả ở những quốc gia mà phẫu thuật thẩm mỹ là rất phổ biến, hầu hết các cuộc thi hoa hậu cũng không cho phép thí sinh đã phẫu thuật thẩm mỹ tham gia thi hoa hậu với thí sinh có vẻ đẹp tự nhiên. Do vậy, việc cuộc thi cho phép cả những thí sinh đã phẫu thuật thẩm mỹ tham gia thi đã khiến nhiều khán giả phản đối, khiến uy tín cuộc thi bị giảm sút.
Ông Nguyễn Anh Tuấn - Giám đốc Công ty Người mẫu Á Đông - cho rằng: 
Đã là hoa hậu thì người đó phải mang vẻ đẹp tự nhiên, chứ vẻ đẹp nhân tạo nằm trong tay bác sĩ. Bác sĩ mát tay, nắn ra gương mặt xinh, số đo các vòng đẹp cho thí sinh thì còn gì là thi hoa hậu nữa. Không phải ở Việt Nam mà trên thế giới cũng vậy, các cuộc thi nhan sắc đều không chấp nhận thí sinh đã qua phẫu thuật thẩm mỹ. Chỉ duy nhất Hoa hậu Hoàn Vũ cho chỉnh sửa nhẹ... không nên bỏ quy định về phẫu thuật thẩm mỹ đối với thí sinh thi nhan sắc

## Kết quả cuộc thi

### Bảng xếp hạng cá nhân
-      Hoa hậu Thế giới Việt Nam
-      Hoa hậu Hòa bình Việt Nam
-      Hoa hậu Quốc tế Việt Nam
-      Hoa hậu Liên lục địa Việt Nam

| Năm  | Hoa khôi Áo dài Việt Nam                   | Á khôi 1                                   | Á khôi 2                                      | Địa điểm tổ chức                                | Số thí sinh tham dự |
| ---- | ------------------------------------------ | ------------------------------------------ | --------------------------------------------- | ----------------------------------------------- | ------------------- |
| 2014 | Trần Ngọc Lan Khuê (Thành phố Hồ Chí Minh) | Phạm Hồng Thúy Vân (Thành phố Hồ Chí Minh) | Nguyễn Thị Lệ Quyên (Bạc Liêu)                | Gem Center, Quận 1, Thành phố Hồ Chí Minh       | 18                  |
| 2016 | Trương Thị Diệu Ngọc (Đà Nẵng)             | Huỳnh Thị Yến Nhi (Thành phố Hồ Chí Minh)  | Phạm Ngọc Phương Linh (Thành phố Hồ Chí Minh) | BHD Studio, Quận Thủ Đức, Thành phố Hồ Chí Minh | 18                  |
| Năm  | Hoa hậu Thế giới Việt Nam                  | Á hậu 1                                    | Á hậu 2                                       | Địa điểm tổ chức                                | Số thí sinh tham dự |
| 2019 | Lương Thùy Linh (Cao Bằng)                 | Nguyễn Hà Kiều Loan (Quảng Nam)            | Nguyễn Tường San (Hà Nội)                     | Cocobay, Đà Nẵng                                | 40                  |
| 2022 | Huỳnh Nguyễn Mai Phương (Đồng Nai)         | Lê Nguyễn Bảo Ngọc (Cần Thơ)               | Nguyễn Phương Nhi (Thanh Hóa)                 | Merry Land Quy Nhơn, Bình Định                  | 66                  |
| 2023 | Huỳnh Trần Ý Nhi (Bình Định)               | Đào Thị Hiền (Nghệ An)                     | Huỳnh Minh Kiên (Ninh Thuận)                  | Merry Land Quy Nhơn, Bình Định                  | 61                  |
| 2025 |                                            |                                            |                                               |                                                 |                     |

### Số lần chiến thắng
| Tỉnh/Thành phố        | Số lượng | Năm đăng quang |
| Thành phố Hồ Chí Minh | 1        | 2014           |
| Đà Nẵng               | 1        | 2016           |
| Cao Bằng              | 1        | 2019           |
| Đồng Nai              | 1        | 2022           |
| Gia Lai               | 1        | 2023           |

### Số lần Á hậu
| Tỉnh/Thành phố        | Số lượng | Năm đăng quang |
| Thành phố Hồ Chí Minh | 3        | 2014, 2016     |
| Cà Mau                | 1        | 2014           |
| Đà Nẵng               | 1        | 2019           |
| Hà Nội                | 1        | 2019           |
| Cần Thơ               | 1        | 2022           |
| Thanh Hóa             | 1        | 2022           |
| Nghệ An               | 1        | 2023           |
| Khánh Hòa             | 1        | 2023           |

1. ↑  Kể từ ngày 12 tháng 6 năm 2025, tỉnh Bình Định trở thành một phần của tỉnh Gia Lai.
2. ↑  Kể từ ngày 12 tháng 6 năm 2025, tỉnh Bạc Liêu trở thành một phần của tỉnh Cà Mau.
3. ↑  Kể từ ngày 12 tháng 6 năm 2025, tỉnh Quảng Nam trở thành một phần của thành phố Đà Nẵng.
4. ↑  Kể từ ngày 12 tháng 6 năm 2025, tỉnh Ninh Thuận trở thành một phần của tỉnh Khánh Hòa.

## Đại diện Việt Nam tại các cuộc thi quốc tế

### Hiện tại

#### Hoa hậu Thế giới
Từ năm 2002, những thí sinh đăng quang Hoa hậu Việt Nam mặc nhiên sẽ trở thành đại diện của Việt Nam tại Hoa hậu Thế giới. Trong trường hợp những năm không tổ chức cuộc thi cấp quốc gia, các Á hậu hoặc người đẹp đạt thành tích cao của các cuộc thi cấp quốc gia khác sẽ được cử đi thay thế. Tuy nhiên, sau sự cố chưa tốt nghiệp trung học phổ thông của Hoa hậu Việt Nam 2008 Trần Thị Thùy Dung, cuộc thi Hoa hậu Việt Nam mất quyền gửi thí sinh tham gia Hoa hậu Thế giới. Từ năm 2014, đại diện đi thi thuộc về thí sinh chiến thắng cuộc thi Hoa khôi Áo dài Việt Nam, vì cuộc thi không được tổ chức vào năm 2017 và 2018 nên hai đại diện đi thi quốc tế trong hai năm này do đơn vị tổ chức Hoa hậu Việt Nam lựa chọn.
Từ năm 2019 trở đi, đại diện Việt Nam đi thi Hoa hậu Thế giới sẽ phải chia sẻ giữa Hoa hậu Việt Nam (năm chẵn) và Hoa hậu Thế giới Việt Nam (năm lẻ).
Từ năm 2023 trở đi, đại diện Việt Nam đi thi Hoa hậu Thế giới sẽ được chọn ra hằng năm tại cuộc thi Hoa hậu Thế giới Việt Nam và Hoa hậu Việt Nam đã không còn bản quyền của Hoa hậu Thế giới.
- : Đăng quang
- : Finalists
- : Semifinalists
- : Giải thưởng

| Năm  | Đại diện                | Danh hiệu quốc gia                   | Thành tích     | Giải thưởng                                                                                                   |
| 2026 | Lê Nguyễn Bảo Ngọc      | Á hậu Thế giới Việt Nam 2022         |                | |
| 2025 | Huỳnh Trần Ý Nhi        | Hoa hậu Thế giới Việt Nam 2023       | Top 40         | 3 - - Top 20 Multimedia Challenge - Top 8 Beauty with a Purpose - Top 48 Best Talent                          |
| 2023 | Huỳnh Nguyễn Mai Phương | Hoa hậu Thế giới Việt Nam 2022       | Top 40         | 2 - - Winner Multimedia Challenge - Top 25 Head-to-Head Challenge                                             |
| 2021 | Đỗ Thị Hà               | Hoa hậu Việt Nam 2020                | Top 13         | 4 - - Winner Group 9 Head to Head Challenge - Top 13 Top Model - Top 27 Talent - Top 28 Beauty with a Purpose |
| 2019 | Lương Thùy Linh         | Hoa hậu Thế giới Việt Nam 2019       | Top 12         | 2 - - 1st Runner-up Miss World Top Model - Top 16 Head-to-Head Challenge                                      |
| 2018 | Trần Tiểu Vy            | Hoa hậu Việt Nam 2018                | Top 30         | 3 - - 2nd Runner-up Beauty with a Purpose - Top 30 Miss Talent - Top 32 Miss World Top Model                  |
| 2017 | Đỗ Mỹ Linh              | Hoa hậu Việt Nam 2016                | Top 40         | 3 - - Beauty with a Purpose Head-to-Head Challenge - Top 9 Multimedia - Top 10 Miss World People's Choice     |
| 2016 | Trương Thị Diệu Ngọc    | Hoa khôi Áo dài Việt Nam 2016        | Không đạt giải | 1 - - Top 37 Beauty with a Purpose                                                                            |
| 2015 | Trần Ngọc Lan Khuê      | Hoa khôi Áo dài Việt Nam 2014        | Top 11         | 3 - - People's Choice Award - World Fashion Designer Award - Top 30 Top Model                                 |
| 2014 | Nguyễn Thị Loan         | Á hậu Các dân tộc Việt Nam 2013      | Top 25         | 2 - - Top 20 Beauty with a Purpose - Top 32 Miss Sports                                                       |
| 2013 | Lại Hương Thảo          | Hoa khôi Thể thao Việt Nam 2012      | Không đạt giải | |
| 2012 | Vũ Thị Hoàng My         | Á hậu Việt Nam 2010                  | Không đạt giải | 3 - - Top 30 Best Interview - Top 40 Beach Beauty - Top 60 Top Model                                          |
| 2011 | Victoria Phạm Thúy Vy   | Á hậu Thế giới người Việt 2010       | Không đạt giải | |
| 2010 | Nguyễn Ngọc Kiều Khanh  | Á hậu Thế giới người Việt 2010       | Không đạt giải | |
| 2009 | Trần Thị Hương Giang    | Hoa hậu Hải Dương 2006               | Top 16         | 2 - - 1st Runner-up Miss World Top Model - Top 12 Beach Beauty                                                |
| 2008 | Dương Trương Thiên Lý   | Á hậu Hoàn vũ Việt Nam 2008          | Không đạt giải | 2 - - People's Choice Award - Miss Golf Sport                                                                 |
| 2007 | Đặng Minh Thu           | Á hậu Thế giới người Việt 2007       | Không đạt giải | |
| 2006 | Mai Phương Thúy         | Hoa hậu Việt Nam 2006                | Top 17         | 2 - - People's Choice Award - Top 20 Dress Desinger Award                                                     |
| 2005 | Vũ Hương Giang          | Nữ hoàng Trang sức Việt Nam 2004     | Không đạt giải | |
| 2004 | Nguyễn Thị Huyền        | Hoa hậu Việt Nam 2004                | Top 15         | |
| 2003 | Nguyễn Đình Thụy Quân   | Hoa hậu Phụ nữ Việt Nam qua Ảnh 2003 | Không đạt giải | |
| 2002 | Phạm Thị Mai Phương     | Hoa hậu Việt Nam 2002                | Top 20         | |

Thành tích đại diện Việt Nam tại Hoa hậu Thế giới
- 2023 – Huỳnh Nguyễn Mai Phương: Chiến thắng giải Multimedia Challenge, Top 25 Head-to-Head Challenge
- 2021 – Đỗ Thị Hà: Chiến thắng giải Digital Media Challenge, Top 27 Miss Talent, Top 13 Miss World Top Model, Top 16 Head-to-Head Challenge, Top 28 Beauty with a Purpose
- 2019 – Lương Thùy Linh: 1st Runner-up Miss World Top Model, Top 10 Beauty with a Purpose
- 2018 – Trần Tiểu Vy: 2nd Runner-up Beauty with a Purpose, Top 30 Miss Talent, Top 32 Miss World Top Model
- 2017 – Đỗ Mỹ Linh: Chiến thắng giải Beauty with a Purpose và Head-to-Head Challenge, Top 9 Multimedia, Top 10 Miss World People's Choice
- 2016 – Trương Thị Diệu Ngọc: Top 37 Beauty with a Purpose
- 2015 – Trần Ngọc Lan Khuê: Chiến thắng giải People's Choice Award và World Fashion Designer Award, Top 30 Miss World Top Model
- 2014 – Nguyễn Thị Loan: Top 17 Miss Talent, Top 27 Beauty with a Purpose, Top 32 Miss Sport
- 2012 – Vũ Thị Hoàng My: Top 30 Best in Interview, Top 40 Beach Beauty, Top 60 Top Model
- 2009 – Trần Thị Hương Giang: 1st Runner-up Miss World Top Model, Top 12 Beach Beauty
- 2008 – Dương Trương Thiên Lý: Chiến thắng giải People's Choice Award và Miss Golf
- 2006 – Mai Phương Thúy: Chiến thắng giải People's Choice Award Top 20 Dress Desinger Award

#### Hoa hậu Quốc tế
Danh sách dưới đây chỉ hiển thị những đại diện Việt Nam dự thi Hoa hậu Quốc tế đến từ đơn vị tổ chức hai cuộc thi Hoa khôi Áo dài Việt Nam và Hoa hậu Thế giới Việt Nam. Đối với những đại diện Việt Nam khác tại Hoa hậu Quốc tế, hãy tham khảo tại trang thông tin của cuộc thi Hoa hậu Quốc tế.
- : Đăng quang
- : Finalists
- : Semifinalists
- : Giải thưởng

| Năm  | Đại diện              | Danh hiệu quốc gia           | Thành tích     | Giải thưởng                                                  |
| 2023 | Nguyễn Phương Nhi     | Á hậu Thế giới Việt Nam 2022 | Top 15         | 1 - - People's Choice Award                                  |
| 2019 | Nguyễn Tường San      | Á hậu Thế giới Việt Nam 2019 | Top 8          | 2 - - Best in National Costume - Top 10 Best in Evening Gown |
| 2016 | Phạm Ngọc Phương Linh | Á khôi Áo dài Việt Nam 2016  | Không đạt giải | 1 - - Miss Visit Japan Tourism Ambassador                    |
| 2015 | Phạm Hồng Thúy Vân    | Á khôi Áo dài Việt Nam 2014  | Á hậu 3        |                                                              |

#### Hoa hậu Châu Á Thái Bình Dương Quốc tế
Danh sách dưới đây chỉ hiển thị những đại diện Việt Nam dự thi Hoa hậu Châu Á Thái Bình Dương Quốc tế đến từ đơn vị tổ chức hai cuộc thi Hoa khôi Áo dài Việt Nam và Hoa hậu Thế giới Việt Nam. Đối với những đại diện Việt Nam khác tại cuộc thi, hãy tham khảo tại trang thông tin Hoa hậu Châu Á Thái Bình Dương Quốc tế.
- : Đăng quang
- : Finalists
- : Semifinalists
- : Giải thưởng

| Năm  | Đại diện            | Danh hiệu quốc gia                            | Thành tích     | Giải thưởng đặc biệt        |
| 2024 | Phạm Thị Ánh Vương  | Á hậu Hòa bình Việt Nam 2024                  | Top 10         | 1 - - Best National Costume |
| 2019 | Nguyễn Thị Thu Hiền | Hoa khôi Nét đẹp sinh viên với cộng đồng 2015 | Không đạt giải | 1 - - Missosology's Choice  |

#### Hoa hậu Liên lục địa
Danh sách dưới đây chỉ hiển thị những đại diện Việt Nam dự thi Hoa hậu Liên lục địa đến từ đơn vị tổ chức hai cuộc thi Hoa khôi Áo dài Việt Nam và Hoa hậu Thế giới Việt Nam. Đối với những đại diện Việt Nam khác tại Hoa hậu Liên lục địa, hãy tham khảo tại trang thông tin của cuộc thi Hoa hậu Liên lục địa.
- : Đăng quang
- : Finalists
- : Semifinalists
- : Giải thưởng

| Năm  | Đại diện            | Danh hiệu quốc gia           | Thành tích           | Giải thưởng đặc biệt                                               |
| 2024 | Bùi Khánh Linh      | Á hậu Hòa bình Việt Nam 2023 | Á hậu 3              | 1 - - Miss Intercontinental Asia & Oceania                         |
| 2023 | Lê Nguyễn Ngọc Hằng | Á hậu Việt Nam 2022          | Á hậu 2              | 1 - - Miss Intercontinental Asia & Oceania                         |
| 2022 | Lê Nguyễn Bảo Ngọc  | Á hậu Thế giới Việt Nam 2022 | Hoa hậu Liên lục địa | 1 - - Miss Intercontinental Asia & Oceania                         |
| 2021 | Trần Hoàng Ái Nhi   | Không                        | Không đạt giải       | 2 - - Top 5 Asia & Oceania - 2nd Runner-up Place Best Evening Gown |

#### Hoa hậu Sinh viên Thế giới
Danh sách dưới đây chỉ hiển thị những đại diện Việt Nam dự thi Hoa hậu Sinh viên Thế giới đến từ đơn vị tổ chức hai cuộc thi Hoa khôi Áo dài Việt Nam và Hoa hậu Thế giới Việt Nam. Đối với những đại diện Việt Nam khác tại cuộc thi, hãy tham khảo tại trang thông tin Hoa hậu Sinh viên Thế giới.
- : Đăng quang
- : Finalists
- : Semifinalists
- : Giải thưởng

| Năm  | Đại diện              | Danh hiệu quốc gia     | Thành tích                 | Giải thưởng đặc biệt    |
| 2024 |                       |                        |                            |                         |
| 2022 | Nguyễn Vĩnh Hà Phương | Không                  | Top 20                     | 1 - - Miss Netizen      |
| 2019 | Nguyễn Thị Thanh Khoa | Hoa khôi HUTECH 2019   | Hoa hậu Sinh viên Thế giới | 1 - - Top 5 Miss Talent |
| 2017 | Tô Mai Thùy Dương     | Á khôi Miền Trung 2016 | Không đạt giải             | 1 - - Miss Tera         |

### Trước kia

#### Hoa hậu Siêu quốc gia
Danh sách dưới đây chỉ hiển thị những đại diện Việt Nam dự thi Hoa hậu Siêu quốc gia đến từ đơn vị tổ chức hai cuộc thi Hoa khôi Áo dài Việt Nam và Hoa hậu Thế giới Việt Nam. Đối với những đại diện Việt Nam khác tại Hoa hậu Siêu quốc gia, hãy tham khảo tại trang thông tin của cuộc thi Hoa hậu Siêu quốc gia.
- : Đăng quang
- : Finalists
- : Semifinalists
- : Giải thưởng

| Năm  | Đại diện            | Danh hiệu quốc gia          | Thành tích     | Giải thưởng đặc biệt       |
| 2015 | Nguyễn Thị Lệ Quyên | Á khôi Áo dài Việt Nam 2014 | Không đạt giải | 1 - - Best of Social Media |

#### Hoa hậu Hòa bình Quốc tế
Danh sách dưới đây chỉ hiển thị những đại diện Việt Nam dự thi Hoa hậu Hòa bình Quốc tế đến từ đơn vị tổ chức hai cuộc thi Hoa khôi Áo dài Việt Nam và Hoa hậu Thế giới Việt Nam. Đối với những đại diện Việt Nam khác tại Hoa hậu Hòa bình Quốc tế, hãy tham khảo tại trang thông tin của cuộc thi Hoa hậu Hòa bình Quốc tế.
- : Đăng quang
- : Finalists
- : Semifinalists
- : Giải thưởng

| Năm  | Đại diện            | Danh hiệu quốc gia              | Thành tích     | Giải thưởng đặc biệt |
| 2019 | Nguyễn Hà Kiều Loan | Á hậu Thế giới Việt Nam 2019    | Top 10         | 4 - Miss Popular Vote - Top 10 Best National Costume - Top 10 Pre-Arrival - Top 20 for Historic Crowns Fashion Show Gala - Top 10 Best in Swimsuit |
| 2016 | Nguyễn Thị Loan     | Á hậu Các dân tộc Việt Nam 2013 | Top 20         | 1 - - Top 10 Best National Costume |
| 2015 | Nguyễn Thị Lệ Quyên | Á khôi Áo dài Việt Nam 2014     | Không đạt giải | |

## Dự thi quốc tế
- : Đăng quang
- : Finalists
- : Semifinalists

| Cuộc thi                                | Tên                     | Danh hiệu                     | Thứ hạng              | Giải thưởng đặc biệt |
| --------------------------------------- | ----------------------- | ----------------------------- | --------------------- | --- |
| Asian Super Model Contest 2012          | Trần Ngọc Lan Khuê      | Hoa khôi (2014)               | 2nd Runner-up         | Supermodel Photogenic |
| Miss Model of the World 2012            | Trần Ngọc Lan Khuê      | Hoa khôi (2014)               | Top 36                | Không |
| New Silk Road Model Look 2013           | Trần Ngọc Lan Khuê      | Hoa khôi (2014)               | 1st Runner-up         | Không |
| Miss World 2015                         | Trần Ngọc Lan Khuê      | Hoa khôi (2014)               | Top 11                | People's Choice Award World Fashion Designer Award Top 30 Top Model                                                                    |
| Miss International 2015                 | Phạm Hồng Thúy Vân      | Á khôi 1 (2014)               | 3rd Runner-up         | Không |
| Miss Grand International 2015           | Nguyễn Thị Lệ Quyên     | Á khôi 2 (2014)               | Không đạt giải        | Không |
| Miss Supranational 2015                 | Nguyễn Thị Lệ Quyên     | Á khôi 2 (2014)               | Không đạt giải        | Best of Social Media |
| Miss World 2016                         | Trương Thị Diệu Ngọc    | Top 12 (2014) Hoa khôi (2016) | Không đạt giải        | Top 37 Beauty with a Purpose |
| Miss Beauty Woman 2017                  | Phạm Thị Anh Thư        | Top 5 (2016) Top 15 (2019)    | Miss Vietnam Beauty   | Best Interview |
| Miss Universe 2021                      | Nguyễn Huỳnh Kim Duyên  | Top 12 (2014)                 | Top 16                | People's Choice |
| Miss Supranational 2022                 | Nguyễn Huỳnh Kim Duyên  | Top 12 (2014)                 | 2nd Runner-up         | Supra Model Asia Supra Chat Winner |
| Miss Global 2015                        | Huỳnh Thị Yến Nhi       | Á khôi 1 (2016)               | Top 20                | Không |
| Miss ASEAN Friendship 2017              | Huỳnh Thị Yến Nhi       | Á khôi 1 (2016)               | 1st Runner-up         | Miss Tourism |
| The Miss Globe 2018                     | Huỳnh Thị Yến Nhi       | Á khôi 1 (2016)               | Top 15                | Không |
| Miss International 2016                 | Phạm Ngọc Phương Linh   | Á khôi 2 (2016)               | Không đạt giải        | Miss Visit Japan Tourism Ambassador |
| Miss Model of the World 2017            | Đỗ Trịnh Quỳnh Như      | Top 10 (2016)                 | Không đạt giải        | Không |
| Asia's Next Top Model 2018              | Nguyễn Phương Thanh Vy  | Top 10 (2016)                 | Top 6                 | Không |
| World Miss University 2019              | Nguyễn Thị Thanh Khoa   | Top 10 (2016) Top 15 (2019)   | World Miss University | Không |
| World Miss University 2017              | Tô Mai Thùy Dương       | Top 40 (2019)                 | Không đạt giải        | Miss Tera |
| Miss ASEAN Friendship 2017              | Tô Mai Thùy Dương       | Top 40 (2019)                 | Top 10                | Không |
| Miss World 2019                         | Lương Thùy Linh         | Hoa hậu (2019)                | Top 12                | 1st Runner-up Top Model Top 10 Beauty with a Purpose                                                                                   |
| Miss International 2019                 | Nguyễn Tường San        | Á hậu 2 (2019)                | Top 8                 | Best National Costume Best in Evening Gown                                                                                             |
| Miss Grand International 2019           | Nguyễn Hà Kiều Loan     | Á hậu 1 (2019)                | Top 10                | Miss Popular Vote Top 10 Best National Costume Top 10 Pre-Arrival Top 20 for Historic Crowns Fashion Show Gala Top 10 Best in Swimsuit |
| Miss Asia Pacific International 2019    | Nguyễn Thị Thu Hiền     | Top 25 (2019)                 | Không đạt giải        | Missosoloy's Choice |
| Miss Teen International 2019            | Phan Anh Thư            | Top 25 (2019)                 | Top 7                 | Miss Teen International Asia Miss Beauty For A Cause                                                                                   |
| Miss Intercontinental 2021              | Trần Hoàng Ái Nhi       | Top 10 (2019)                 | Không đạt giải        | 2nd Runner-up Place Best Evening Gown Top 5 Asia & Oceania                                                                             |
| Miss Friendship International 2023      | Nông Thúy Hằng          | Top 40 (2019)                 | 2nd Runner-up         | Không |
| Miss Charm 2024                         | Nguyễn Thị Quỳnh Nga    | Top 10 (2016) Top 10 (2019)   | 2nd Runner-up         | Best Interview Best in National Costume Miss Popular Vote                                                                              |
| Miss Earth 2016                         | Nguyễn Thị Lệ Nam Em    | Top 10 (2022)                 | Top 8                 | Miss Photogenic 1st Runner-up Miss Talent 1st Runner-up Long Gown Competition Top 3 Best Eco Video                                     |
| Miss China-Asean Etiquette 2018         | Nguyễn Ngọc Thanh Ngân  | Top 45 (2022)                 | Top 10                | Không |
| Miss Intercontinental 2022              | Lê Nguyễn Bảo Ngọc      | Á hậu 1 (2022)                | Miss Intercontinental | Miss Intercontinental Asia & Oceania                                                                                                   |
| Miss World 2026                         | Lê Nguyễn Bảo Ngọc      | Á hậu 1 (2022)                | TBA                   | TBA |
| Miss KBJ Ratu Kabeya International 2022 | Nguyễn Vĩnh Hà Phương   | Top 66 (2022)                 | 4th Runner-up         | Miss Social Influence Kebaya Asian Ambassador                                                                                          |
| World Miss University 2022              | Nguyễn Vĩnh Hà Phương   | Top 66 (2022)                 | Top 20                | Miss Netizen |
| Miss International 2023                 | Nguyễn Phương Nhi       | Á hậu 2 (2022)                | Top 15                | People's Choice Award |
| Miss Intercontinental 2023              | Lê Nguyễn Ngọc Hằng     | Top 10 (2022)                 | 2nd Runner-up         | Miss Intercontinental Asia & Oceania                                                                                                   |
| Miss World 2023                         | Huỳnh Nguyễn Mai Phương | Hoa hậu (2022)                | Top 40                | Winner Multimedia Challenge Top 25 Head-to-Head Challenge                                                                              |
| Miss Asia Pacific International 2024    | Phạm Thị Ánh Vương      | Top 66 (2022)                 | Top 10                | Best National Costume |
| Miss Intercontinental 2024              | Bùi Khánh Linh          | Top 10 (2022) Top 5 (2023)    | 3rd Runner-up         | Miss Imtercontinental Asia & Oceania                                                                                                   |
| Miss World 2025                         | Huỳnh Trần Ý Nhi        | Hoa hậu (2023)                | Top 40                | Top 48 Best Talent Top 8 Beauty with a Purpose Top 20 Multimedia Challenge                                                             |